# Kontorprogram
Et kontorprogram er en edb / software-pakke som indeholder flere programmer, der tilsammen dækker en stor del af de opgaver og behov, som indgår i kontorarbejde. Programsamlingen kan blandt andet indeholde føgende enkeltprogrammer: tekstbehandling, regneark, præsentationsprogram, tegneprogram, databaser, websideeredigeringsprogram, DTP etc.
Blandt prominente eksempler på kontorprogrammer kan nævnes Microsoft Office (proprietær) og OpenOffice.org (åben og gratis).
| - GNOME Office - KOffice - NeoOffice - LibreOffice - OpenOffice.org |

| - Ability Office - Apple iWork - Applixware - Corel Home Office - Corel WordPerfect Office - EasyOffice - GoBe Office - Lotus SmartSuite | - Lotus Symphony - Microsoft Office - Microsoft Works - Oracle Open Office, fhv.: StarOffice - Papyrus Office - RagTime (Software) - SoftMaker-Office - ThinkFree Office |

| - Claris/Apple Works (Claris) - Framework (Ashton-Tate) - Fuji Office - Open Access (SPI) - Symantec F&A - Novell Perfect Works |